# Шамаш (служитель)

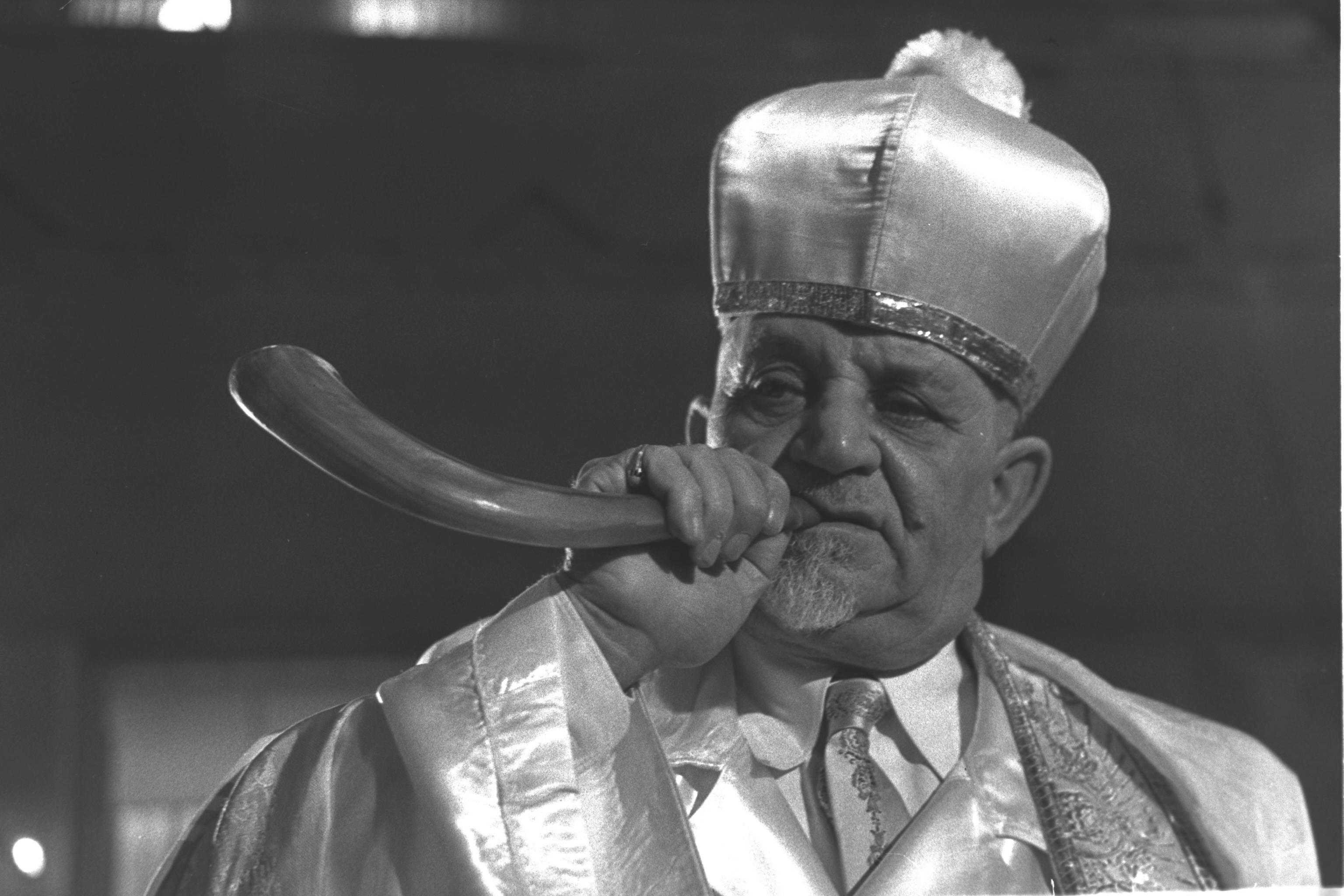
Шамаш, трубящий в шофар во время Судного дня в сефардской синагоге в Тель-Авиве, 1960 год

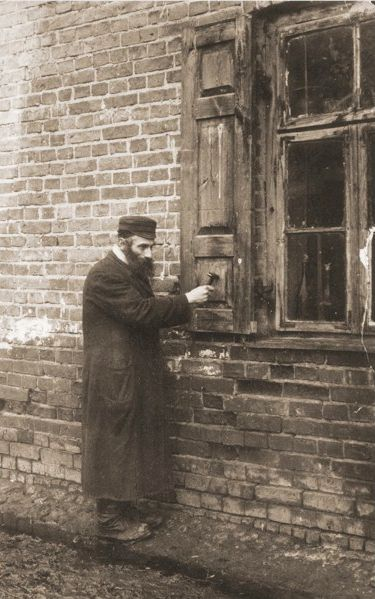
Шамес стучит в ставни.
Бяла-Подляска, 1926 год

Шамаш (сефард., караим. шамма́ш, ашкеназ. ша́мес, идиш שאמעס‎, ивр. שַׁמָּשׁ‎ — «служитель, служка») у иудеев — ответственный за административную и хозяйственную деятельность синагоги/кенассы, религиозного суда или сообщества. Одно из первых упоминаний о шамаше содержится в Тосафот к трактату Рош ха-Шана, где записано, что 3 должности (раввин, кантор, шамаш) являются стержнем общины. В талмудической литературе называли «хаззаном». Шамес — распространённый персонаж фольклора восточно-европейских евреев.
В настоящее время в Израиле функции его исполняет габбай, чья должность, в отличие от шаммаша, является не наёмной, а выборной. Шамаш, как и Габай — распространённые фамилии как у сефардов (часто произносимая как Шемеш), так и у караимов и крымчаков.